# Grosourdya muscosa
Grosourdya muscosa är en orkidéart som först beskrevs av Robert Allen Rolfe, och fick sitt nu gällande namn av Leslie Andrew Garay. Grosourdya muscosa ingår i släktet Grosourdya och familjen orkidéer. Inga underarter finns listade i Catalogue of Life.